# Martina Suchá
Martina Suchá (ur. 20 listopada 1980 w Nowych Zamkach) – słowacka tenisistka, reprezentantka w Fed Cup, olimpijka z Aten (2004).

## Kariera tenisowa
Wygrała dwa turnieje singlowe z cyklu WTA (2002 Hobart i 2004 Québec) oraz trzy razy uczestniczyła w finałach.
Nie osiągnęła większych sukcesów w turniejach wielkoszlemowych. W Australian Open była w czwartej rundzie w 2002 roku, we French Open w drugiej (2001). Najwyżej sklasyfikowana na 37 miejscu w światowym rankingu w kwietniu 2002.
W 2004 zagrała na igrzyskach olimpijskich w Atenach. Odpadła w 1 rundach singla i debla kobiet, w grze podwójnej partnerując Ľubomíre Kurhajcovej.
Trenerami zawodniczki byli M. Mihal i Tomas Kampmiller. Ojciec, Henrich Suchý, i matka, Margita Suchá, są lekarzami. Brat, Marek, jest studentem ekonomii i gra w hokeja na lodzie. Lubi robić zakupy i czytać (ulubiony autor to Michal Viewegh). Ulubiony program telewizyjny to The Simpsons.
Dnia 15 lipca 2008 roku ogłosiła zakończenie profesjonalnej kariery tenisowej. Obecnie jest trenerką Chantal Škamlovej, swojej rodaczki, która wygrała deblowy Australian Open 2010 dziewcząt.

### Finały w turniejach WTA
| Legenda                | Legenda |
| ---------------------- | ------- |
| Wielki Szlem           |         |
| Igrzyska olimpijskie   |         |
| WTA Tour Championships |         |
| 1988 – 2008            |         |
| Kategoria I            |         |
| Kategoria II           |         |
| Kategoria III          |         |
| Kategoria IV           |         |
| Kategoria V            |         |

#### Gra pojedyncza (2–3)
| Końcowy wynik | Nr | Data                 | Turniej    | Nawierzchnia  | Przeciwniczka           | Wynik finału  |
| ------------- | -- | -------------------- | ---------- | ------------- | ----------------------- | ------------- |
| Finalistka    | 1. | 15 października 2001 | Bratysława | Twarda (hala) | Rita Grande             | 1:6, 1:6      |
| Zwyciężczyni  | 1. | 13 stycznia 2002     | Hobart     | Twarda        | Anabel Medina Garrigues | 7:6(7), 6:1   |
| Finalistka    | 2. | 2 maja 2004          | Budapeszt  | Ceglana       | Jelena Janković         | 6:7(4), 3:6   |
| Finalistka    | 3. | 3 października 2004  | Kanton     | Twarda        | Li Na                   | 3:6, 4:6      |
| Zwyciężczyni  | 2. | 7 listopada 2004     | Québec     | Twarda (hala) | Abigail Spears          | 7:5, 3:6, 6:2 |
| Finalistka    | 3. | 21 maja 2006         | Rabat      | Ceglana       | Meghann Shaughnessy     | 2:6, 6:3, 3:6 |